# Heinz Manchen
Heinz Manchen (alemany: Heinz Joachim Manchen)  (Bremen, 2 de maig de 1931 - Bremen, 20 de març de 1978) fou un remer alemany que va competir durant la dècada de 1950.
El 1952 va prendre part en els Jocs Olímpics d'Estiu de Hèlsinki, on guanyà la medalla de plata en la prova del dos amb timoner del programa de rem. Formà equip amb Helmut Heinhold i Helmut Noll.
En el seu palmarès també destaca una medalla de bronze al Campionat d'Europa de rem de 1953, així com els campionats nacionals de 1952, 1953 i 1954.